# Koh-i-noor Hardtmuth
KOH-I-NOOR HARDTMUTH a.s. v Českých Budějovicích je český výrobce psacích, výtvarných a kancelářských potřeb. 

## Historie

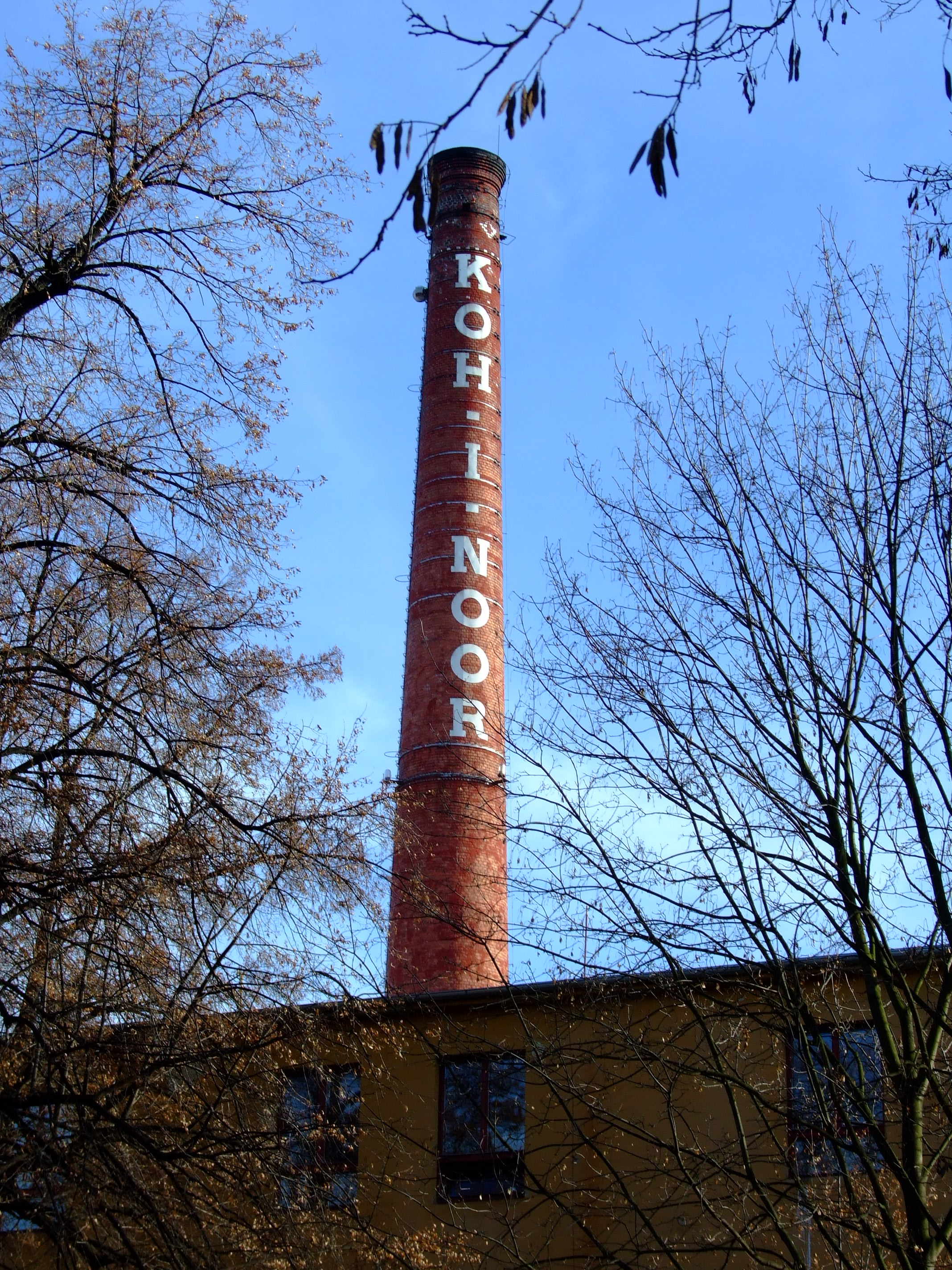
Komín v areálu firmy Koh-i-noor Hardtmuth v Českých Budějovicích

Společnost byla založena roku 1790 Josefem Hardtmuthem ve Vídni se zaměřením na výrobu tzv. vídeňské kameniny. Název společnosti je odvozen od slavného diamantu. Roku 1802 si nechala firma patentovat recept na výrobu tuhy do tužek, který sestával ze směsi jemného jílu, grafitu a sazí smíchaných v určitém poměru.
V roce 1848 byla výroba grafitových jader přesunuta Carlem Hardtmuthem do Českých Budějovic. K jím zavedeným inovacím patřil vynález „českého mlýnu grafitového“, který umožňoval využít krystalický grafit namísto dosud používaného amorfního a podle složení směsi určovat tvrdost výsledných tuh. Zavedl rovněž sedmnáctistupňovou tvrdostní škálu, která se využívá k označení tvrdosti tužek.
Po smrti Carla Hardtmutha v roce 1881 se do vedení podniku postavil jeho syn Franz Hardtmuth (1832–1896). V roce 1889 byla na trh uvedena obchodně úspěšná žlutá tužka Koh-i-noor, jejichž název byl převzat po slavném stejnojmenném démantu. 
Výrobky podniku si přivezly ocenění z mnoha světových výstav, například z New Yorku (1855), Paříže (1856, 1900, 1925), Londýna (1862), Vídně (1882) nebo Milána (1905). Ochranná známka Koh-i-noor byla poprvé zaregistrována v roce 1894 a dnes je chráněna v 73 zemích světa.
Roku 1945 byla společnost znárodněna, roku 1992 přešla do soukromých rukou a od roku 2007 je společnost součástí skupiny KOH-I-NOOR holding a.s. Společnost má obchodní kapacity ve více než 80 zemích světa. Majitelem společnosti je od roku 2000 podnikatel Vlastislav Bříza. V současné době je společnost vůbec největším výrobcem svého druhu ve střední a východní Evropě. 

## Současnost
Společnost KOH-I-NOOR HARDTMUTH je v současnosti jedním z největších světových producentů a distributorů uměleckých, školních a kancelářských potřeb. Je součástí skupiny KOH-I-NOOR holding a.s. Součástí společnosti je i závod 7 Logarex, který se zaměřuje na výrobu plastových pravítek (včetně logaritmických) a dalšího zboží z plastu. 
V průběhu let se k výrobě grafitových tuh přidal kompletní sortiment zboží ve čtyřech základních řadách: umělecký sortiment (ART), školní sortiment (SCHOOL), kancelářský sortiment (OFFICE) a sortiment pro volný čas (HOBBY). Strukturu a šíři jednotlivých kategorií určují potřeby vznikající v jednotlivých kategoriích. Znamená to, že společnost KOH-I-NOOR HARDTMUTH a.s. neustále sleduje vývojové a módní trendy v oboru a své produktové řady neustále aktualizuje a doplňuje podle nově vznikajících požadavků.
V nabídce společnosti je více než 4500 druhů zboží – nejen tužky, ale i uhly, rudky, pastely, pastelky, křídy, olejové, temperové a vodové barvy, tuše, velký výběr psacích a rýsovacích potřeb, pryže a celou řadu dalších pomůcek.V současné době je vůbec největším výrobcem svého druhu ve střední a východní Evropě. Její zboží pro školní, kancelářské, technické a umělecké využití je prodáváno ve více než 65 zemích světa.
V roce 2007 uskutečnil KOH-I-NOOR holding a.s. domácí i zahraniční akvizice. Do holdingu byly začleněny výrobní závody PONAS v Poličce a bulharský HEMUS se sídlem v Burgasu. Nástrojárna Ponas, nyní již pod novým názvem KOH-I-NOOR PONAS s.r.o., se věnuje výrobě vstřikovacích a vyfukovacích forem. Ve firmě jsou zavedeny všechny dostupné moderní technologie – v konstrukci systémy CAD-CAM, ve výrobě moderní CNC stroje. Výroba je zaměřena na technologické výlisky z oblasti automobilového průmyslu, elektrotechnického průmyslu, zdravotnictví a obalové techniky. Bulharský závod HEMUS, v současnosti KOH-I-NOOR HemusMark AD, má na Balkáně více než osmdesátiletou tradici. Zaměřuje se na výrobu školních a kancelářských popisovačů, značkovačů a zvýrazňovačů a je jedním z největších producentů tohoto druhu zboží v regionu.

## Produkty Koh-i-noor
Pastelky
- Pastely
- Vodové barvy
- Tužky
- Mikrotužky, verzatilky

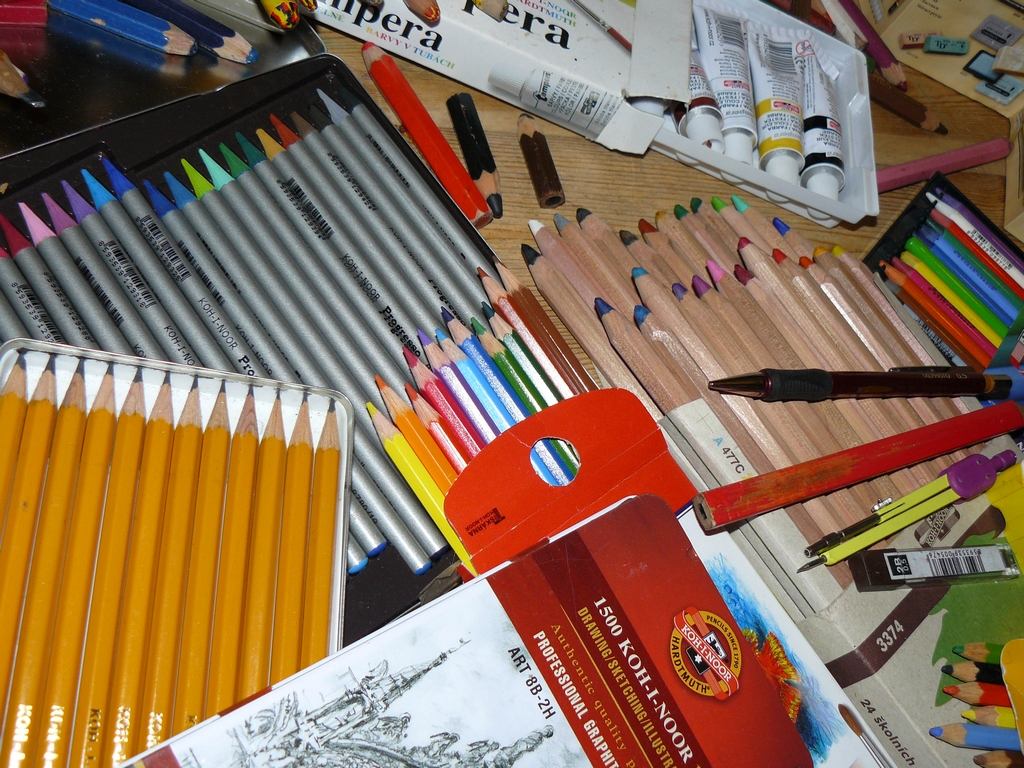
Produkty Koh-I-noor

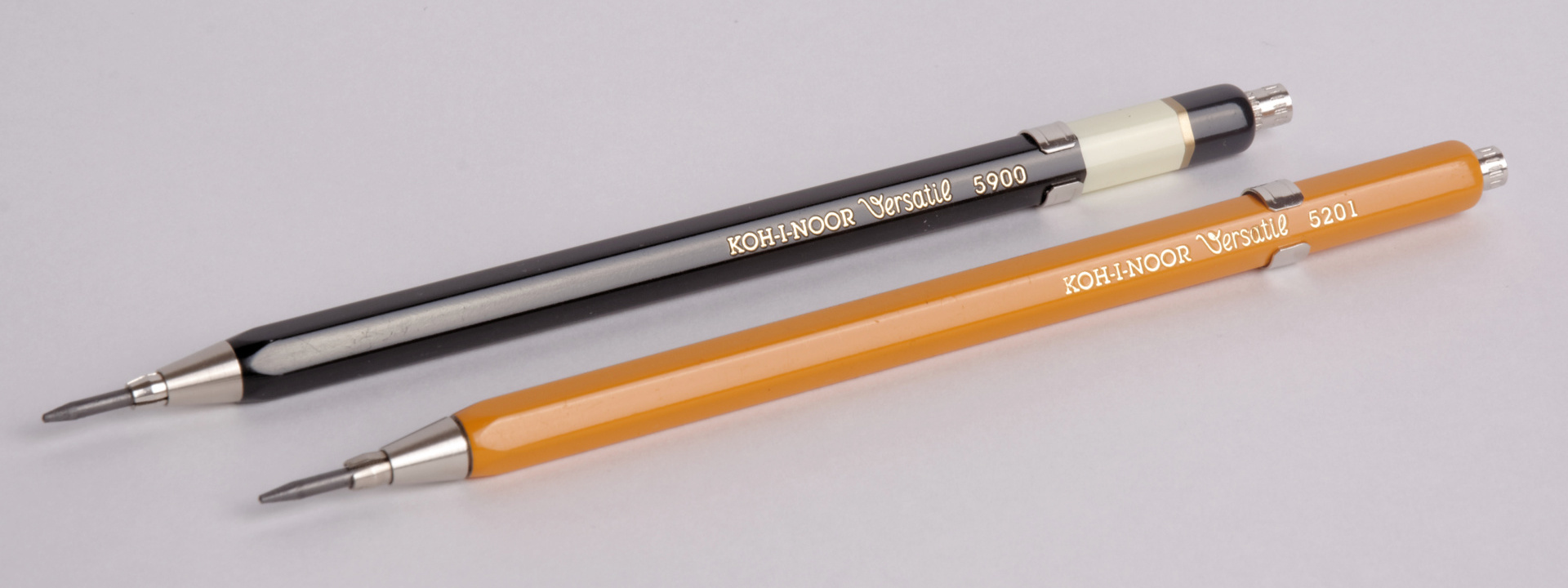
Versatilky, modely 5201 a 5900

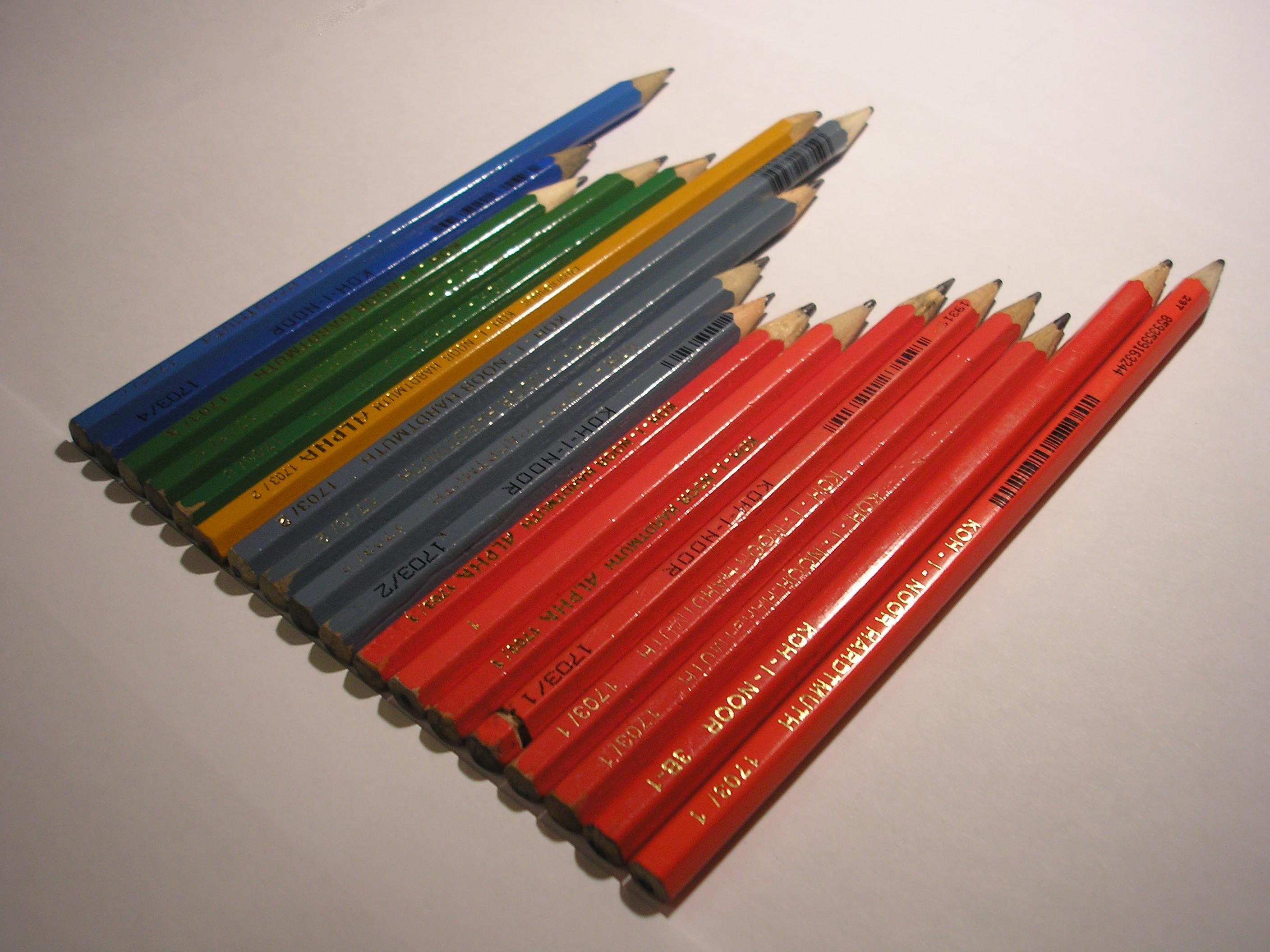
Běžně užívané a známé tužky Koh-i-noor Hardtmuth včetně již téměř zapomenuté, starší žluté tužky tvrdosti 2

- Potřeby a nástroje k rýsování a kreslení
- Kancelářské potřeby

## Vedení společnosti
Vedení společnosti je v současnosti složeno z předsedy představenstva Ing. Vlastislava Břízy, místopředsedy představenstva PhDr. Ing. Vlastislava Břízy, člena představenstva Ing. Lenky Drahošové, předsedy dozorčí rady Ing. Davida Břízy, členů dozorčí rady Dany Marešové a Ing. Marie Buštové. Společnost KOH-I-NOOR HARDTMUTH a.s. je součástí skupiny KOH-I-NOOR holding a.s.

### Vlastislav Bříza
Český podnikatel Vlastislav Bříza se stal majitelem českobudějovické tužkárny Koh-i-noor Hardtmuth v roce 2000. Studoval na střední i Vysoké škole strojírenské inženýrství se zaměřením na konstrukci spalovacích motorů. Poté pracoval jako konstruktér, šéfkonstruktér. Roku 1990 se stal ředitelem GAMA a.s. V roce 1994 také jako generální ředitel Koh-i-noor Hardtmuth. Řídí skupinu KOH-I-NOOR HOLDING se sídlem v Praze.

## KOH-I-NOOR Holding

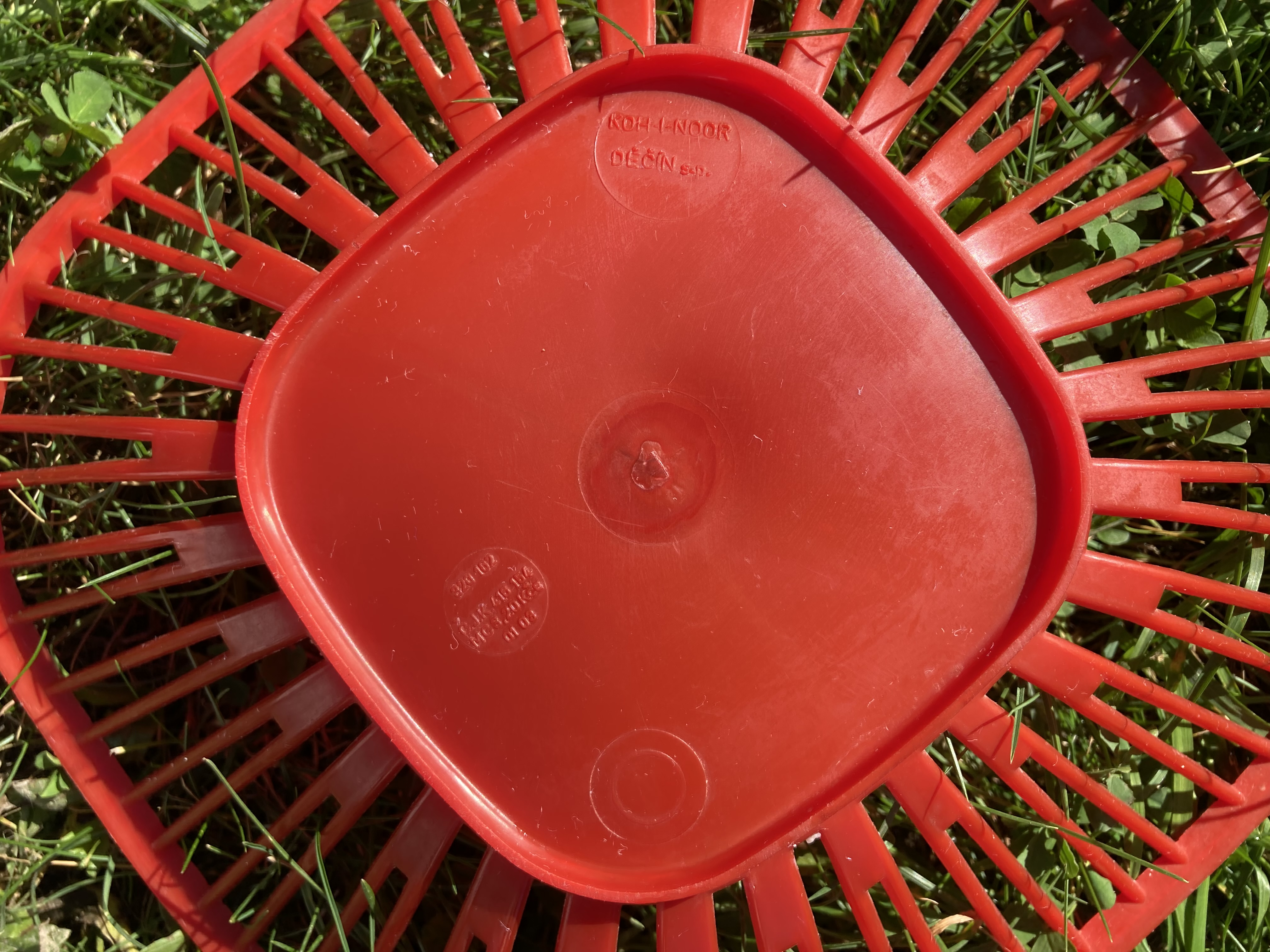
Za dob komunistického režimu firma Koh-i-noor vyráběla i plastové vybavení pro kuchyně.

KOH-I-NOOR HOLDING je mateřskou organizací ryze české holdingové skupiny s celosvětovou působností. Klastr s více než 2500 zaměstnanci a ročním obratem přes 4 mld. se za dobu své existence stal významným hnacím motorem ekonomického růstu řady regionů. Intenzivně se rovněž věnuje péči o ochranu životního prostředí, a proto neustále inovuje technologický park a realizuje výrobní procesy s ohledem na minimalizování jejich dopadů na životní prostředí. Aktivně se účastní filantropických aktivit a společenského života, přispívá na renovaci historických a kulturních objektů a hodnot a v neposlední řadě podporuje činnost nadací a sportovních klubů.
Vedle značných investic do strojového parku dbá rovněž na vlastní inovace a vývoj. V tomto segmentu vedle zřízení vlastního střediska znalostní inteligence navázala společnost intensivní spolupráci s několika českými univerzitami, především pak s TU v Liberci, se kterou participuje na projektech pro budoucí využití nových technologií v sériové produkci.
Stabilita koncernu je strategicky vystavěna na čtyřech hlavních pilířích podnikání, kterými jsou spotřební průmysl, strojírenství, zdravotnictví a energetika.
Dominantní společností pro oblast spotřebního průmyslu a je skupina firem pod hlavičkou KOH-I-NOOR HARDTMUTH, která stála u zrodu celé skupiny.
Jedná se o společnost s více než dvousetletou tradicí, která zahrnuje mezinárodní výrobní a obchodní aktivity. Sortiment společnosti čítá více než čtyři tisíce výrobků, se základním členěním na umělecký, školní, kancelářský a hobby sortiment.
Zdravotnickou divizi zastupuje další zakládající člen koncernu, společnost GAMA GROUP podnikající v oboru tváření plastů s hlavním zaměřením na vývoj a výrobu jednorázových zdravotních, laboratorních a veterinárních potřeb.
Silný strojírenský segment je tvořen společnostmi KOH-I-NOOR PONAS, KOH-I-NOOR RONAS a KOH-I-NOOR FORMEX. Jejich hlavními činnostmi jsou zejména vývoj a výroba nástrojů a forem, společně s výrobou vstřikovaných dílců. Ve svém segmentu se řadí co do velikosti, kvality a know-how mezi středoevropskou špičku.
Na poli energetiky je hlavním zástupcem koncernu společnost KRALUPOL specializující se na distribuci a obchod s ekologickými palivy, především zkapalněnými plyny LPG. Je největším odběratelem LPG plynů vyrobených v tuzemských rafinériích v Litvínově a v Kralupech nad Vltavou.